# Khám Sing Sing

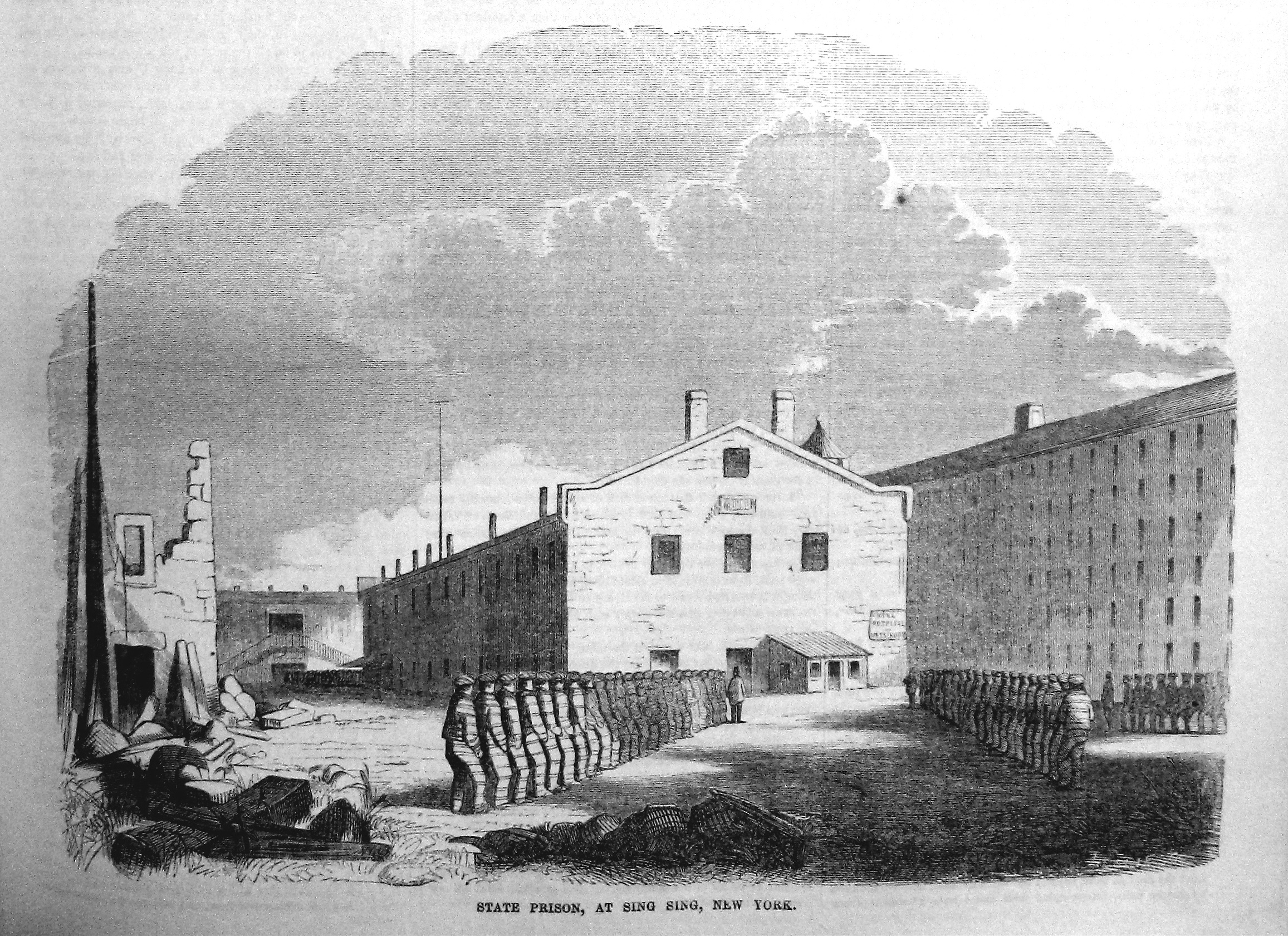
Tranh vẽ về khám Sing Sing vào năm 1855

Khám Sing Sing hay Nhà tù Sing Sing là một trong những nhà tù lớn nhất ở Mỹ, tọa lạc tại bờ Tây của sông Hudson và cách 30 dặm (khoảng 50 km) từ thành phố New York của Mỹ. Cái tên "Sing Sing" được đặt nhại theo tên "Sinck Sinck" hoặc "Sint Sinck" của một bộ lạc da đỏ bản địa của Mỹ đã sống ở đây vào năm 1685, nó có nghĩa là "đá trong đá". Nhà tù này có sức chứa lên đến 1.700 tù nhân, hiện đang có kế hoạch đưa 1825 phòng giam vào diện bảo tàng. Nhà tù này cũng là nơi giam giữ nhiều tù nhân nổi tiếng như là Crowley Hai súng. Crowley giết người tàn nhẫn nhưng khi lên ghế điện thì ông ta vẫn biện bạch rằng: "Tôi chỉ tự vệ mà người ta xử tôi như vậy đó".

## Danh sách cai ngục
- Elam Lynda (1825–1830)
- Robert Wiltse (1830–1834)
- David L. Seymour (1834–1843)
- William H. Peck (1843–1845)
- Hiram P. Rowell (1845–1848)
- Chauncey Smith (1848–1849)
- Edward L. Potter (01/1849)
- Alfred R. Booth (07/1849)
- Munson J. Lockwood (1850–1855)
- C. A. Batterman (1855–1856)
- William Beardsley (1856–1862)
- Gaylord B. Hubbell (1862-1864)
- Thomas E. Sutton (1864-1865)
- Stephen H. Johnson (1865–1868)
- David P. Forrest (1868–1869)
- Henry C. Nelson (1869–1870)
- E. M. Russell (1870–1872)
- Henry C. Nelson (1872–1873)
- Gaylord B. Hubbell (1873–1874)
- James Williamson (12/1874)
- Alfred Walker (10/1874)
- George R. Youngs (1876–1877)
- Charles Davis (3/1877)
- B. S. W. Clark (5/1877)
- Charles Davis (1877–1880)
- Augustus A. Brush (1880–1891)
- W.R. Brown (1891–1893)
- Charles F. Durston (1893–1894)
- Omar V. Sage (1894-1899)
- Addison Johnson (1899–1907)
- Jesse D. Frost (1907–1911)
- John S. Kennedy (1911–1913)
- James Connaughton* (6/1913)
- James M. Clancy (1913–1914)
- Thomas McCormick (6/1914)
- George Weed* (10/1914)
- Thomas M. Osborne (1914–1915)
- George W. Kirchwey (1915)
- Thomas M. Osborne (7/1916)
- Calvin Derrick (10/1916)
- William H. Moyer (1916–1919)
- Edward V. Brophy (3/1919)
- Daniel J. Grant* (1919–1920)
- Lewis E. Lawes (1920–1941)
- Robert J. Kirby (1941–1944)
- William F. Snyder (1944–1950)
- Wilfred L. Denno (1950–1967)
- John T. Deegan (1967–1969)
- James L. Casscles (1969–1972)
- Theodore Schubin (1972–1975)
- Joseph Higgins* (7/1975)
- Harold Butler (10/1975)
- William G. Gard (1975–1977)
- Walter Fogg* (8/1977)
- Stephen Dalsheim (1977–1980)
- Wilson E.J. Walters (1980–1983)
- James E. Sullivan (1983–1988)
- John P. Keane (1988–1997)
- Charles Greiner (1997–2000)
- Brian S. Fischer (2000–2007)
- Louis Marshall (2007-2009)
- Phillip Heath (2009-2012)
- Michael Capra (2012–nay)